# Юбилейный выпуск
Юбилейный выпуск — традиционное название стандартных почтовых марок Великобритании, выпущенных в 1887 году. Они были названы юбилейными, поскольку вышли в год празднования 50-летнего юбилея (англ. Golden Jubilee) воцарения королевы Виктории в 1837 году.

## История и описание

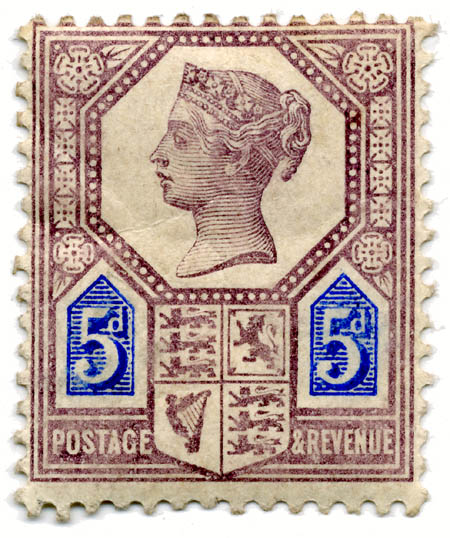
На марке номиналом в 5 пенсов изображён геральдический щит Королевского герба Великобритании

Разнообразие цветов и рисунков этого выпуска частично стало ответом на нелюбимые многими «лиловые и зелёные» выпуски 1883—1884 годов. Для принятия решений по улучшенной их замене была образована комиссия по выпуску марок 1884 года. Проведя несколько заседаний и рассмотрев ряд эссе марок компании «De La Rue» (многие из которых в дальнейшем будут утверждены), комиссия представила отчёт с рекомендацией использовать рельефную печать, два цвета нестойкой краски, цветную бумагу и отказаться от угловых букв, которые различали марки в листе.
В выпуске 1887 года рекомендации комиссии были в основном учтены, и 1 января 1887 года он поступил в продажу. Марки этого выпуска продолжали использоваться практически без изменений (хотя эксперты выявили вариации оттенков цвета) вплоть до конца столетия. В 1900 году марка номиналом в полпенни была отпечатана в сине-зелёном цвете, а номиналом в 1 шиллинг была выпущена двухцветной: карминово-розовой и зелёной.
Марки находились в обращении до конца царствования Виктории, а многие сюжеты были повторены на марках Эдуарда VII. Среди них — первые английские марки, напечатанные в двух цветах.

## Филателистическая ценность
Из-за продолжительности срока использования марок выпуска более низкие номиналы до сих пор встречаются довольно часто, а стоимость гашёных экземпляров составляет лишь несколько пенсов. Марки более высоких номиналов, как правило, имеют более высокую цену в зависимости от номинала, при этом наиболее дорого стоит негашеная марка номиналом в 1 шиллинг — около 100 фунтов стерлингов. Известны марки номиналом в полпенни со сдвоенным изображением (англ. double impressions) цвета вермилион, цены на которые составляют несколько тысяч фунтов стерлингов.